# Susanna Fields
Suzanne van der Velde (Bussum, 7 juni 1972) is een Nederlands zangeres, die zowel onder de artiestennaam Susanna Fields als onder haar eigen naam optreedt. Voor haar debuutalbum All Of This Is Really Me uit 2005 schreef zij de meeste nummers met Minco Eggersman en René de Vries, die ook het album produceerden. 

## Carrière
Van der Velde werkte mee aan meer dan honderd cd's voor onder andere Rob de Nijs, Marco Borsato, Guus Meeuwis en de Nederlandse en Duitse Idols-sterren. Ze toerde als vaste zangeres van Rob de Nijs langs Nederlandse en Belgische theaters, met als jaarlijks terugkerend element: De vrienden van Amstel LIVE in Ahoy'. Ze had uitverkochte optredens in de Amsterdam ArenA en het GelreDome. Haar stem is ook te horen in diverse radiojingles (AVRO/NCRV/3FM) en commercials, onder andere van het Wereld Natuur Fonds. 
Ze nam deel aan het Nationaal Songfestival 2003, maar kwam met Over The Moon niet verder dan de tweede voorronde. In de derde voorronde zat ze in het achtergrondkoor van de Britse Julia West. Hun nummers werden door dezelfde componist geschreven. Over The Moon werd later opnieuw gearrangeerd en opgenomen voor All Of This Is Really Me.
In datzelfde jaar zong ze de soundtrack Tabooh voor de Hollywoodfilm A Foreign Affair (met onder andere David Arquette) en ook de titelsong van de Nederlandse film Snowfever nam ze voor haar rekening. 
Sinds 1999 is Van der Velde lid van de begeleidingsband van Ralph van Manen. Ze werkte mee aan zes albums en deed concerttours met hem door Europa en eind 2005 ook naar Amerika voor een optreden in de Crystal Cathedral. Voor haar debuutalbum schreef zij samen met Van Manen de liedjes: Deepest part en Where do we go from here. 
Ook is ze bandlid geweest bij Kees Kraayenoord en heeft meegewerkt aan zijn albums This is my cry uit 2003 en Broken uit 2005.
De Slowaakse Idols-finalist Martin Kelecsényi nam het nummer Where Do We Go From Here (vertaald in het Slowaaks als Iba s tebou) op voor zijn album Ten Cas Pride en bereikte in oktober 2005 een tweede plaats in de Slowaakse hitlijsten.
In Duitsland trad Van der Velde op tijdens het Bundespressebal in Berlijn. 
Zij is een van de backingvocals voor de Amerikaanse/Duitse zanger Irvin Doomes. Met hem deed zij onder andere optredens op de Breitling Messe in Basel en op het cruiseschip MS Europa tijdens rondreizen op de Middellandse Zee, het Caribisch gebied en Zuid-Afrika.
In januari 2006 begon Munich Records met de distributie van het debuutalbum van Van der Velde en kwam de eerste single Kyrie (een cover van Mr. Mister) uit. Ze deed optredens in onder andere het TROS Muziekfeest en op radio 3FM. 
In mei 2006 trad Van der Velde met haar band op tijdens het landelijke CDA-congres in de Jaarbeurs Utrecht en verzorgde daarnaast ook een akoestisch optreden tijdens de Surpriseparty die was georganiseerd voor premier Jan Peter Balkenende ter ere van zijn 50e verjaardag.
In de zomer van 2006 kwam de 2e single Sunshiny glasses uit. Radio 1, 2 en 3 en ook Radio Tour de France pikten de single op en een paar deejays nodigden Van der Velde uit om live in de uitzending te komen optreden.
Van der Velde blijft ook actief als sessiezangeres onder haar eigen naam en begon in 2009 als leadzangeres in de band van Ron van der Tak bij de dinnershows van Wentink Events in studio 21 te Hilversum.
In datzelfde jaar werd Van der Velde gevraagd voor The Psalm Project. Met deze band neemt ze vier albums op en toert ze door Nederland en in 2012 in Canada en Amerika.

## Persoonlijk
Van der Velde is sinds 2003 getrouwd met tv-presentator Manuel Venderbos met wie zij twee kinderen heeft.

## Discografie

### Albums
- All Of This Is Really Me (2005)

### Singles
- Kyrie (2006)
- Sunshiny glasses (2006)

### Groot Nieuws Radio Top 1008
| Nummers met noteringen in de Groot Nieuws Radio eindejaarslijst Top 1008 | Nummers met noteringen in de Groot Nieuws Radio eindejaarslijst Top 1008 | Nummers met noteringen in de Groot Nieuws Radio eindejaarslijst Top 1008 | Nummers met noteringen in de Groot Nieuws Radio eindejaarslijst Top 1008 | Nummers met noteringen in de Groot Nieuws Radio eindejaarslijst Top 1008 | Nummers met noteringen in de Groot Nieuws Radio eindejaarslijst Top 1008 | Nummers met noteringen in de Groot Nieuws Radio eindejaarslijst Top 1008 | Nummers met noteringen in de Groot Nieuws Radio eindejaarslijst Top 1008 | Nummers met noteringen in de Groot Nieuws Radio eindejaarslijst Top 1008 | Nummers met noteringen in de Groot Nieuws Radio eindejaarslijst Top 1008 | Nummers met noteringen in de Groot Nieuws Radio eindejaarslijst Top 1008 | Nummers met noteringen in de Groot Nieuws Radio eindejaarslijst Top 1008 | Nummers met noteringen in de Groot Nieuws Radio eindejaarslijst Top 1008 | Nummers met noteringen in de Groot Nieuws Radio eindejaarslijst Top 1008 | Nummers met noteringen in de Groot Nieuws Radio eindejaarslijst Top 1008 |
| Lied                                                                     | '11                                                                      | '12                                                                      | '13                                                                      | '14                                                                      | '15                                                                      | '16                                                                      | '17                                                                      | '18                                                                      | '19                                                                      | '20                                                                      | '21                                                                      | '22                                                                      | '23                                                                      | '24                                                                      |
| ------------------------------------------------------------------------ | ------------------------------------------------------------------------ | ------------------------------------------------------------------------ | ------------------------------------------------------------------------ | ------------------------------------------------------------------------ | ------------------------------------------------------------------------ | ------------------------------------------------------------------------ | ------------------------------------------------------------------------ | ------------------------------------------------------------------------ | ------------------------------------------------------------------------ | ------------------------------------------------------------------------ | ------------------------------------------------------------------------ | ------------------------------------------------------------------------ | ------------------------------------------------------------------------ | ------------------------------------------------------------------------ |
| Song Of Beauty (Ft. Trinity)                                             | 752                                                                      | -                                                                        | -                                                                        | 616                                                                      | 713                                                                      | 789                                                                      | 980                                                                      | -                                                                        | 816                                                                      | 757                                                                      | 952                                                                      | -                                                                        | -                                                                        | 771                                                                      |

*=lied was in dit jaar nog niet uitgebracht